# Alcides Rolim
Alcides de Moura Rolim Filho (Rio de Janeiro, 29 de novembro de 1955), mais conhecido como Alcides Rolim, é um médico e político brasileiro do estado do Rio de Janeiro, que possui formação superior pela UNIRIO.

## Biografia
Alcides Rolim é carioca, nascido no bairro da Saúde. O mais velho dentre os nove filhos do militar Alcides de Moura Rolim e da dona de casa Benilda de Brito Rolim, ele passou a infância no Rio Grande do Norte, para onde o pai foi transferido quando o menino tinha dois anos.
Quando estava com doze anos, voltou para o Rio. Já aos dezoito, começou a trabalhar com montagens de sistemas de som. Os contatos que fez durante este trabalho o levaram a conseguir um emprego de eletricista na rede ferroviária. Nesta época, além de trabalhar, Alcides cursava o supletivo do Ensino Médio (antigo Científico). Passou no vestibular para Astronomia na UFRJ.
Iniciou sua atuação na política participando do Diretório Central dos Estudantes Mário Prata, o primeiro autorizado a funcionar, em 1978, desde o Golpe Militar de 1964.
O curso de Astronomia foi trancado no quarto ano, quando Alcides prestou vestibular para Medicina. Aprovado na UNIRIO, ingressou na faculdade, onde graduou-se aos 28 anos. Pós-graduado em Cirurgia geral e Aparelho Digestivo na mesma universidade, ele é credenciado pelo Ministério da Saúde para Cirurgia Geral e Ginecologia pelo SUS. Na Baixada Fluminense, trabalhou prioritariamente com saúde pública, o que despertou o seu desejo de interferir nas políticas públicas de saúde e melhorar as condições de vida dos moradores da região.

## Carreira Política
Em 1996, foi eleito vereador da cidade de Belford Roxo pelo PMDB (1330 votos). Reelegeu-se em 2000 (3109 votos), pelo PFL, e dois anos após candidatou-se a deputado estadual pelo PRONA, conseguindo apenas o cargo de primeiro suplente (22418 votos).
Em 2004, foi o candidato do PL a prefeito da cidade em que começou na política, sendo o segundo mais votado, com 30% dos votos (65216 votos).
No ano de 2006, foi eleito deputado estadual (65958 votos).
Candidatou-se à prefeitura de Belford Roxo em 2008 e venceu a disputa com 66% dos votos válidos (138615 votos), já como candidato do PT.
Em 2012, Rolim tentou a reeleiçāo, porém ficou em terceiro lugar, com 22% da preferência municipal(49994 votos). Dois anos depois, filiado ao PRP, candidatou-se sem sucesso ao cargo de deputado estadual (7777 votos).
Em 2016, no PSDB, foi o pré-candidato do partido ao cargo máximo da cidade de Belford Roxo nas eleições de 2016.

## Vida pessoal
Foi casado por 24 anos com a ex-deputada federal Eliane Rolim, com quem tem dois filhos.